# Adam Jakubech
Adam Jakubech (Prešov, 2 gennaio 1997) è un calciatore slovacco, portiere del Zemplín Michalovce.

## Carriera

### Club

#### Tatran Presov
Jakubech inizia a giocare a calcio nel Tatran Prešov, squadra della sua città natale, in 2. Liga, seconda serie slovacca. Debutta il 16 agosto 2014, subentrando al 59' dopo l'espulsione del portiere Jozef Talian sul campo del VSS Košice B in campionato e riuscendo a pareggiare per 1-1 nonostante una doppia inferiorità numerica. In mezza stagione in biancoverde disputa 13 gare subendo 12 reti.

#### Spartak Trnava
A gennaio 2015 passa allo Spartak Trnava, in massima serie, venendo inserito inizialmente nella squadra B, militante in seconda serie. Fa il suo esordio il 22 marzo perdendo 3-1 in casa contro il Sereď, in campionato. Esordisce in prima squadra invece il 23 maggio, nella vittoria interna per 3-1 sul Dukla B.B. in Superliga.

### Nazionale
Nel 2012 inizia a giocare con le Nazionali giovanili slovacche, disputando un'amichevole con l'Under-15. Nel 2013 passa in Under-19, giocando una gara di qualificazione all'Europeo di categoria 2014. Nei 2 anni successivi, 2014 e 2015, fa 4 apparizioni in amichevole con l'Under-18. Tra 2015 e 2016, invece, gioca 4 volte in Under-19, 2 delle quali nelle qualificazioni all'Europeo 2016. Nel 2017, l'8 gennaio debutta in Nazionale maggiore, entrando all'intervallo dell'amichevole persa per 3-1 ad Abu Dhabi contro l'Uganda, subendo una rete.

## Statistiche

### Presenze e reti nei club
Statistiche aggiornate al 19 marzo 2017.
| Stagione                 | Squadra                  | Campionato               | Campionato | Campionato | Coppe nazionali | Coppe nazionali | Coppe nazionali | Coppe continentali | Coppe continentali | Coppe continentali | Altre coppe | Altre coppe | Altre coppe | Totale | Totale | Totale |
| Stagione                 | Squadra                  | Comp                     | Pres       | Reti       | Comp            | Pres            | Reti            | Comp               | Pres               | Reti               | Comp        | Pres        | Reti        | Pres   | Reti   |        |
| ------------------------ | ------------------------ | ------------------------ | ---------- | ---------- | --------------- | --------------- | --------------- | ------------------ | ------------------ | ------------------ | ----------- | ----------- | ----------- | ------ | ------ | ------ |
| 2014-gen. 2015           | Tatran Prešov            | 2.L                      | 12         | -10        | SP              | 1               | -2              | -                  | -                  | -                  | -           | -           | -           | 13     | -12    |        |
| gen.-giu. 2015           | Spartak Trnava II        | 2.L                      | 4          | -7         | -               | -               | -               | -                  | -                  | -                  | -           | -           | -           | 4      | -7     |        |
| gen.-giu. 2015           | Spartak Trnava           | SL                       | 1          | -1         | SP              | 0               | 0               | -                  | -                  | -                  | -           | -           | -           | 1      | -1     |        |
| 2015-2016                | Spartak Trnava II        | 2.L                      | 13         | -10        | -               | -               | -               | -                  | -                  | -                  | -           | -           | -           | 13     | -10    |        |
| Totale Spartak Trnava II | Totale Spartak Trnava II | Totale Spartak Trnava II | 17         | -17        | -               | -               | -               | -                  | -                  | -                  | -           | -           | -           | 17     | -17    |        |
| 2015-2016                | Spartak Trnava           | SL                       | 15         | -24        | SP              | 0               | 0               | UEL                | 3                  | -2                 | -           | -           | -           | 18     | -26    |        |
| 2016-2017                | Spartak Trnava           | SL                       | 24         | -27        | SP              | 1               | -1              | UEL                | 6                  | -2                 | -           | -           | -           | 31     | -30    |        |
| lug. 2017                | Spartak Trnava           | SL                       | 1          | -1         | SP              | 0               | -0              | -                  | -                  | -                  | -           | -           | -           | 1      | -1     |        |
| Totale Spartak Trnava    | Totale Spartak Trnava    | Totale Spartak Trnava    | 41         | -53        | -               | 1               | -1              | -                  | 9                  | -4                 | -           | -           | -           | 51     | -58    |        |
| 2017-2018                | Lille II                 | CN                       | 18         | -30        | -               | -               | -               | -                  | -                  | -                  | -           | -           | -           | 18     | -30    |        |
| 2018-2019                | Lille II                 | CN                       | 3          | -6         | -               | -               | -               | -                  | -                  | -                  | -           | -           | -           | 3      | -6     |        |
| 2017-2018                | Lilla                    | L1                       | 0          | 0          | CF+CdL          | 0               | 0               | -                  | -                  | -                  | -           | -           | -           | 0      | 0      |        |
| 2018-2019                | Lilla                    | L1                       | 0          | 0          | CF+CdL          | 0               | 0               | -                  | -                  | -                  | -           | -           | -           | 0      | 0      |        |
| 2019-2020                | Kortrijk                 | PL                       | 14         | -16        | CB              | 5               | -4              | -                  | -                  | -                  | -           | -           | -           | 19     | -20    |        |
| 2020-2021                | Kortrijk                 | PL                       | 12         | -19        | CB              | 2               | -2              | -                  | -                  | -                  | -           | -           | -           | 14     | -21    |        |
| Totale carriera          | Totale carriera          | Totale carriera          | 117        | -151       | -               | 9               | -9              | -                  | 9                  | -4                 | -           | -           | -           | 135    | -164   |        |

### Cronologia presenze e reti in nazionale
| Cronologia completa delle presenze e delle reti in nazionale ― Slovacchia | Cronologia completa delle presenze e delle reti in nazionale ― Slovacchia | Cronologia completa delle presenze e delle reti in nazionale ― Slovacchia | Cronologia completa delle presenze e delle reti in nazionale ― Slovacchia | Cronologia completa delle presenze e delle reti in nazionale ― Slovacchia | Cronologia completa delle presenze e delle reti in nazionale ― Slovacchia | Cronologia completa delle presenze e delle reti in nazionale ― Slovacchia | Cronologia completa delle presenze e delle reti in nazionale ― Slovacchia |
| Data                                                                      | Città                                                                     | In casa                                                                   | Risultato                                                                 | Ospiti                                                                    | Competizione                                                              | Reti                                                                      | Note                                                                      |
| ------------------------------------------------------------------------- | ------------------------------------------------------------------------- | ------------------------------------------------------------------------- | ------------------------------------------------------------------------- | ------------------------------------------------------------------------- | ------------------------------------------------------------------------- | ------------------------------------------------------------------------- | ------------------------------------------------------------------------- |
| 8-1-2017                                                                  | Abu Dhabi                                                                 | Slovacchia                                                                | 1 – 3                                                                     | Uganda                                                                    | Amichevole                                                                | -1                                                                        | 46’                                                                       |
| Totale                                                                    |                                                                           | Presenze                                                                  | 1                                                                         |                                                                           | Reti                                                                      | -1                                                                        |                                                                           |